# مریم صفی‌خانی
مریم صفی‌خانی (زاده ۱۳۳۳ تهران)، گوینده و 
(دوبلر) ایرانی است. 

## زندگی‌نامه
- تحصیلات: لیسانس زبان و ادبیات فارسی[نیازمند منبع]
- شروع حرفه‌ای دوبله: ۱۳۵۵[نیازمند منبع]

## فعالیت‌ها

### مدیریت دوبلاژ فیلم‌ها
- قطار لنین
- جهان شیرین پس از مرگ
- کودکان گم‌شده
- زنان در تله
- شبکه زیرزمینی کودکان
- سفر مرگ و زندگی
- مافیا
- ملکه‌های ژانگ
- سرزمین یخ
- رزمین سفیدپوش
- پسری در حباب
- سه رفیق
- هیتلر و استالین

### سریال‌ها
- قصه‌های جزیره (جانت کینگ)
- خداوند لک لک‌ها را دوست دارد (لک لکِ مادر)
- هشدار برای کبرا ۱۱ (انجل هارت)
- عمر خیام (نسرین)
- بینوایان (مادر روحانی)

### مستندها
- فراتر از دوهزار (خبرنگار ثابت)
- اسرار باستان‌شناسی (گوینده)

### فیلم‌ها
- سرزمین آرزوها (جولی کریستی)
- کابوس
- تراژدی مکبث
- دختر پادشاه